# أورلاندو سيرلا
أورلاندو سيرلا (بالإيطالية: Orlando Sirola)‏ مواليد 30 أبريل 1928 في رييكا، إيطاليا - الوفاة 13 نوفمبر 1995 في بولونيا، كان لاعب كرة مضرب إيطالي بدأ مسيرته كمحترف سنة 1952 وكان يلعب باليد اليمنى، اعتزل اللعب في 1963. كما أنه أحد أبطال الجراند سلام.

## النهائيات

### الزوجي (الألقاب 1, الوصافة 2)
| الحصيلة | السنة | البطولة          | الشريك            | المنافس في النهائي      | النتيجة في النهائي |
| ------- | ----- | ---------------- | ----------------- | ----------------------- | ------------------ |
| الوصافة | 1955  | البطولة الفرنسية | نيكولا بيترانجيلي | فيك سيكساس توني ترابيرت | 1–6, 6–4, 2–6, 4–6 |
| الوصافة | 1956  | بطولة ويمبلدون   | نيكولا بيترانجيلي | ليو هود كين روزوول      | 5–7, 2–6, 1–6      |
| الفوز   | 1959  | البطولة الفرنسية | نيكولا بيترانجيلي | روي إيمرسون نيل فريزر   | 6–3, 6–2, 14–12    |

## روابط خارجية
- أورلاندو سيرلا على موقع رابطة محترفي التنس (الإنجليزية)
- أورلاندو سيرلا على موقع الاتحاد الدولي لكرة المضرب (الإنجليزية)
- أورلاندو سيرلا على موقع كأس ديفيز (الإنجليزية)
- أورلاندو سيرلا على موقع أرشيف التنس.كوم (الإنجليزية)
- أورلاندو سيرلا على موقع خلاصة التنس.كوم (الإنجليزية)